# Ficedula westermanni
A Ficedula westermanni a madarak osztályának verébalakúak (Passeriformes) rendjéhez és a  légykapófélék (Muscicapidae) családjához tartozó faj.

## Rendszerezése
A fajt Richard Bowdler Sharpe angol zoológus írta le 1888-ban, a Muscicapa nembe Muscicapula westermanni néven.

## Alfajai
- Ficedula westermanni collini (Rothschild, 1925) - a Himalája nyugati és középső része
- Ficedula westermanni australorientis (Ripley, 1952) - a Himalája keleti része és onnan keletre Közép-Kína déli részéig, az Indokínai-félsziget északi része, valamint Thaiföld és Mianmar
- Ficedula westermanni langbianis (Kloss, 1927) - Laosz déli része, valamint közép- és dél-Vietnám
- Ficedula westermanni westermanni (Sharpe, 1888) - a Maláj-félsziget, Szumátra, Borneó, Mindanao, Celebesz (kivéve a déli részt) és a Maluku-szigetek
- Ficedula westermanni rabori (Ripley, 1952) - a Fülöp-szigetek északi és középső része (Luzon, Mindoro, Samar, Leyte, Negros, Cebu és egyéb kisebb szigetek)
- Ficedula westermanni palawanensis (Ripley & Rabor, 1962) - Palawan
- Ficedula westermanni hasselti (Finsch, 1898) - Szumátra déli része, Jáva, Bali, a Kis-Szunda-szigetek nyugati és keleti szigetei és Celebesz déli része
- Ficedula westermanni mayri (Ripley, 1952)- a Kis-Szunda-szigetek keleti szigetei [2]

## Előfordulása
Dél- és Délkelet-Ázsiában, Banglades, Bhután, a Fülöp-szigetek, Kambodzsa, Kína, Kelet-Timor, India, Indonézia, Laosz, Malajzia, Mianmar, Nepál, Thaiföld és Vietnám területén honos. 
Természetes élőhelyei a szubtrópusi vagy trópusi síkvidéki és hegyi esőerdők. Állandó, nem vonuló faj.

## Megjelenése
Testhossza 11 centiméter, testtömege 7-8 gramm.
|  |  |

## Természetvédelmi helyzete
Az elterjedési területe rendkívül nagy, egyedszáma ugyan csökken, de még nem éri el a kritikus szintet. A Természetvédelmi Világszövetség Vörös listáján nem fenyegetett fajként szerepel.